# Municipio de Mirage (Kansas)
El municipio de Mirage (en inglés: Mirage Township) es un municipio ubicado en el condado de Rawlins en el estado estadounidense de Kansas. En el año 2010 tenía una población de 50 habitantes y una densidad poblacional de 0,27 personas por km².

## Geografía
El municipio de Mirage se encuentra ubicado en las coordenadas 39°39′18″N 101°14′37″O / 39.65500, -101.24361. Según la Oficina del Censo de los Estados Unidos, el municipio tiene una superficie total de 185.05 km², de la cual 185,05 km² corresponden a tierra firme y (0 %) 0 km² es agua.

## Demografía
Según el censo de 2010, había 50 personas residiendo en el municipio de Mirage. La densidad de población era de 0,27 hab./km². De los 50 habitantes, el municipio de Mirage estaba compuesto por el 86 % blancos, el 14 % eran de otras razas. Del total de la población el 14 % eran hispanos o latinos de cualquier raza.